# Ramón Valle

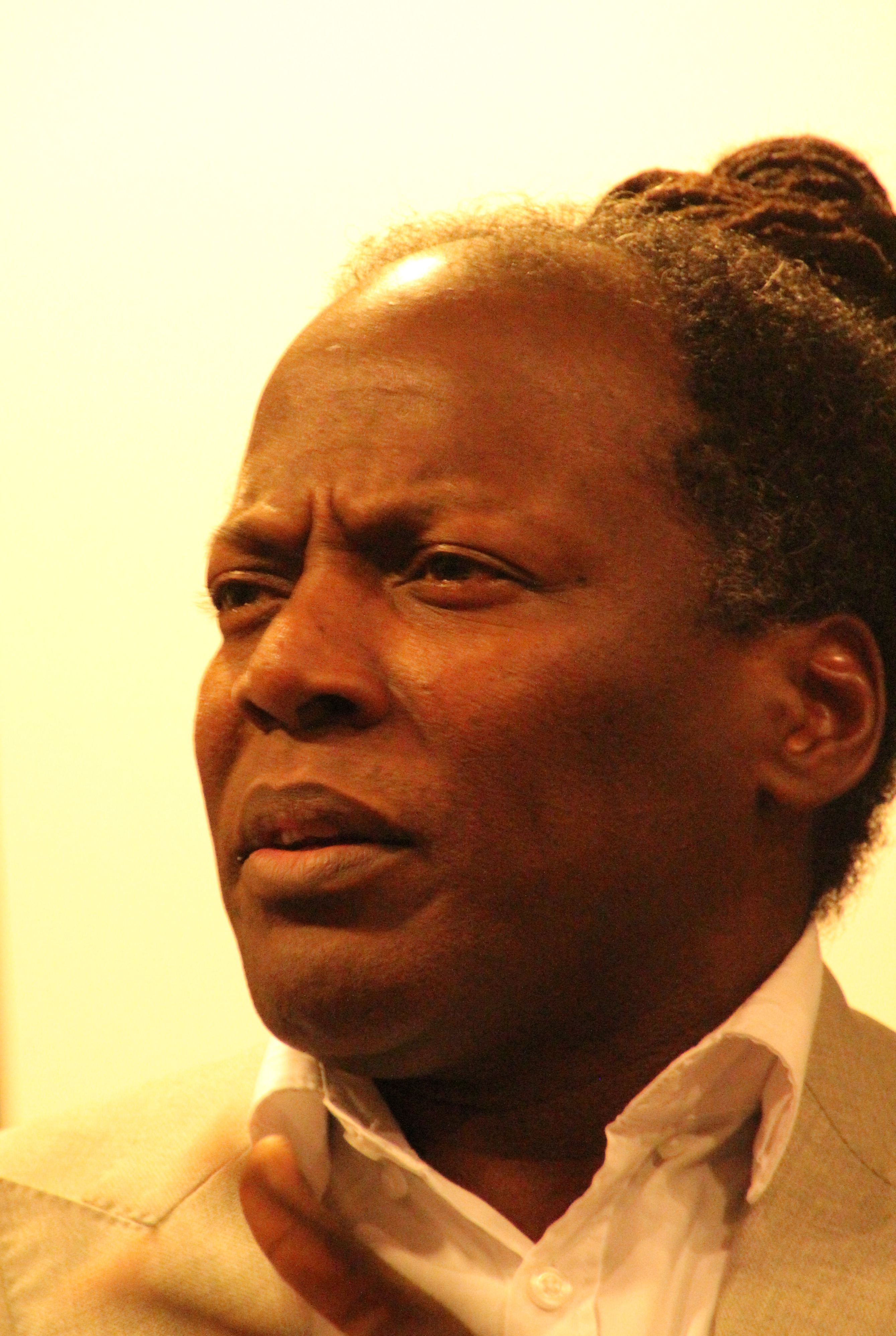
Ramón Valle (2019)

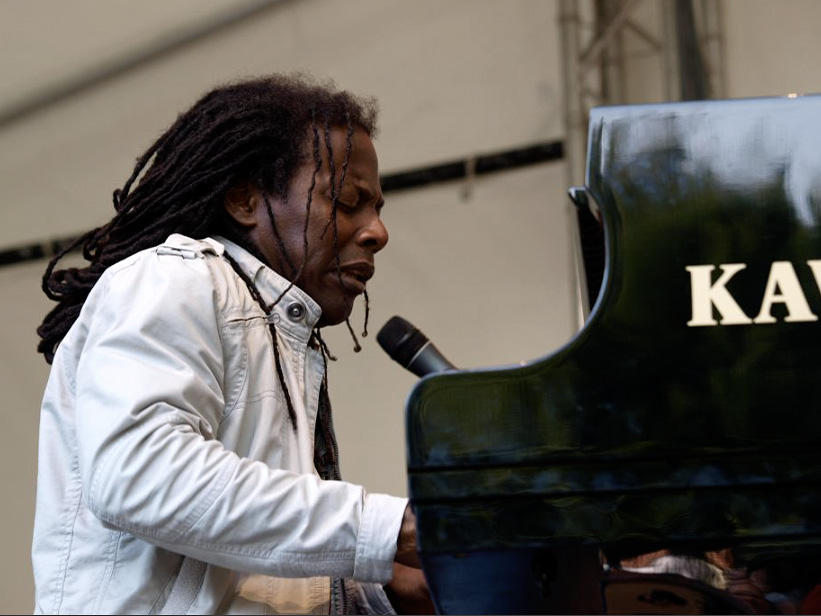
Ramón Valle, offside Festival 2008

Ramón Valle (* 29. Dezember 1964 in Holguín, Kuba) ist ein kubanischer Jazz-Pianist.
Valle erhielt ab dem siebenten Lebensjahr Klavierunterricht und studierte später bis 1984 an der Escuela Nacional de Arte in Havanna. Er hatte erste Erfolge mit seiner Gruppe Brújula, trat aber auch solistisch hervor. Von 1991 bis 1993 war er Mitglied der Gruppe Diákara des Irakere-Gründungsmitglieds Óscar Valdés, die in dieser Zeit häufig mit Silvio Rodríguez auftrat. Seit 1998 lebt er in den Niederlanden, leitet das Ramón Valle Quintet, daneben auch ein eigenes Trio, mit dem er auch Jane Bunnet beim North Sea Jazz Festival begleitete, aber auch mit Roy Hargrove und Perico Sambeat auftrat.
Valle spielt zeitgenössischen und Mainstream Jazz, in dem nur zwischendurch kubanische Rhythmen auftauchen, hat aber auch klassische Kompositionen seines Landmanns Ernesto Lecuona interpretiert (Danza Negra, 2002).

## Diskographische Hinweise
- Ramón Valle Trio No Escape (ACT 2003; mit Omar Rodriguez Calvo, Liber Toriente)
- Piano Works IV: Memorias (ACT 2005, solo)
- Flashes From Holland (RVS 2011)
- The Time Is Now (In + Out 2018; mit Omar Rodriguez Calvo, Jamie Peet sowie Roy Hargrove)